# 尿酸
尿酸（にょうさん、英: uric acid）は、分子式 C5H4N4O3、分子量 168 の有機化合物である。

## 代謝経路
尿酸は、キサンチンやヒポキサンチンのようなオキシプリンからキサンチンオキシダーゼ（キサンチンデヒドロゲナーゼ）によって合成される。ヒトや他の霊長類の多くでは、尿酸はプリン代謝の酸化最終生成物である。その他のほとんどの哺乳動物では、尿酸オキシダーゼ（EC 1.7.3.3）によって尿酸はさらにアラントインまで酸化される。
尿酸は鳥類と爬虫類の多くの種で窒素代謝の最終生成物であり、それらの種では固体の尿として排出される。

## 霊長類進化史と尿酸、ビタミンCとの関係
霊長類のヒト上科では尿酸オキシダーゼが欠損すると共に、霊長類の直鼻猿亜目ではアスコルビン酸（ビタミンC）合成も欠損している。これは尿酸が抗酸化物質として部分的にアスコルビン酸の代用となるためである。尿酸とアスコルビン酸は強力な抗酸化物質（還元剤および酸化防止剤）である。ヒトでは、血漿中の約半分の抗酸化物質は尿酸から来ている。
なお、霊長類の進化は約6500万年前、白亜紀末期頃に始まったと考えられている。
霊長類でL-グロノラクトンオキシダーゼ（ビタミンC合成酵素）の活性が失われたのは約6300万年前であり、直鼻猿亜目（酵素活性なし）と曲鼻猿亜目（酵素活性あり）の分岐が起こったのとほぼ同時である。ビタミンC合成能力を失った直鼻猿亜目にはメガネザル下目や真猿下目（サル、類人猿、ヒト）を含んでいる。ビタミンC合成能力を有する曲鼻猿亜目には、キツネザルなどが含まれる。
霊長類の狭鼻下目であるヒト上科がオナガザル上科から分岐したのは、2800万年から2400万年前頃であると推定されている。5種のヒト上科（テナガザル、オランウータン、チンパンジー、ゴリラ、ヒト）の肝臓から尿酸オキシダーゼ活性は検出されなかったが、ヒト上科以外の旧世界のサルと新世界のサルでは尿酸オキシダーゼ活性が検出された。ヒト上科の共通の祖先が旧世界のサルから分枝した際に、尿酸オキシダーゼ活性が消失したものと推定される。尿酸オキシダーゼ活性の消失の意味付けは、尿酸が抗酸化物質として部分的にビタミンCの代用となるためである。しかし、ヒトを含むヒト上科では、尿酸オキシダーゼ活性の消失により難溶性物質である尿酸をより無害なアラントインに分解できなくなっている。尿酸が体内に蓄積すると結晶化して関節に析出して痛風発作を誘発する。

## 生体における尿酸

### 排泄物としての尿酸
尿酸は、鳥類や爬虫類の多くの種でプリンヌクレオチド代謝における最終産物である窒素化合物で、それらの生物から排泄物として体外に出される。
一方、ヒトをはじめとする哺乳類、両生類、軟骨魚類の場合には尿中の主要な窒素化合物は尿素、硬骨魚類の場合はアンモニアである。
これは尿酸は尿素に比べ濃縮が可能であり、体内に一時的に保持するにあたって水分をあまり必要としないためで、乾燥への適応だと考えられる。また、硬い殻（閉鎖卵）を有する卵生の動物では、尿を殻の外に排泄できないため、アンモニアでは有害であり、尿素では浸透圧が高くなりすぎ、水にわずかしか溶けない尿酸の形で貯蔵することにより有害性と浸透圧の両方の問題を解決している（哺乳類でもカモノハシのように原始的な卵生の種は、卵の状態では尿酸の形で排出している）。尿酸は非水溶性であるため、鳥類や爬虫類の糞の白い部分は、糞ではなく尿である。

### 痛風の原因物質

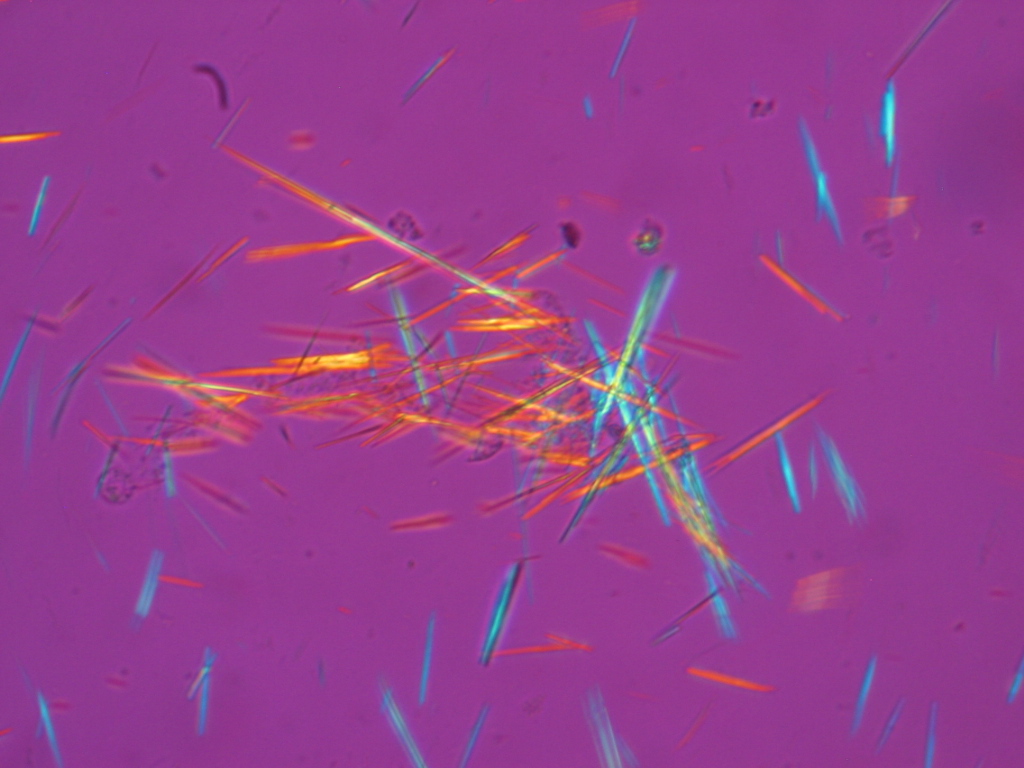
関節液の尿酸塩の針状結晶

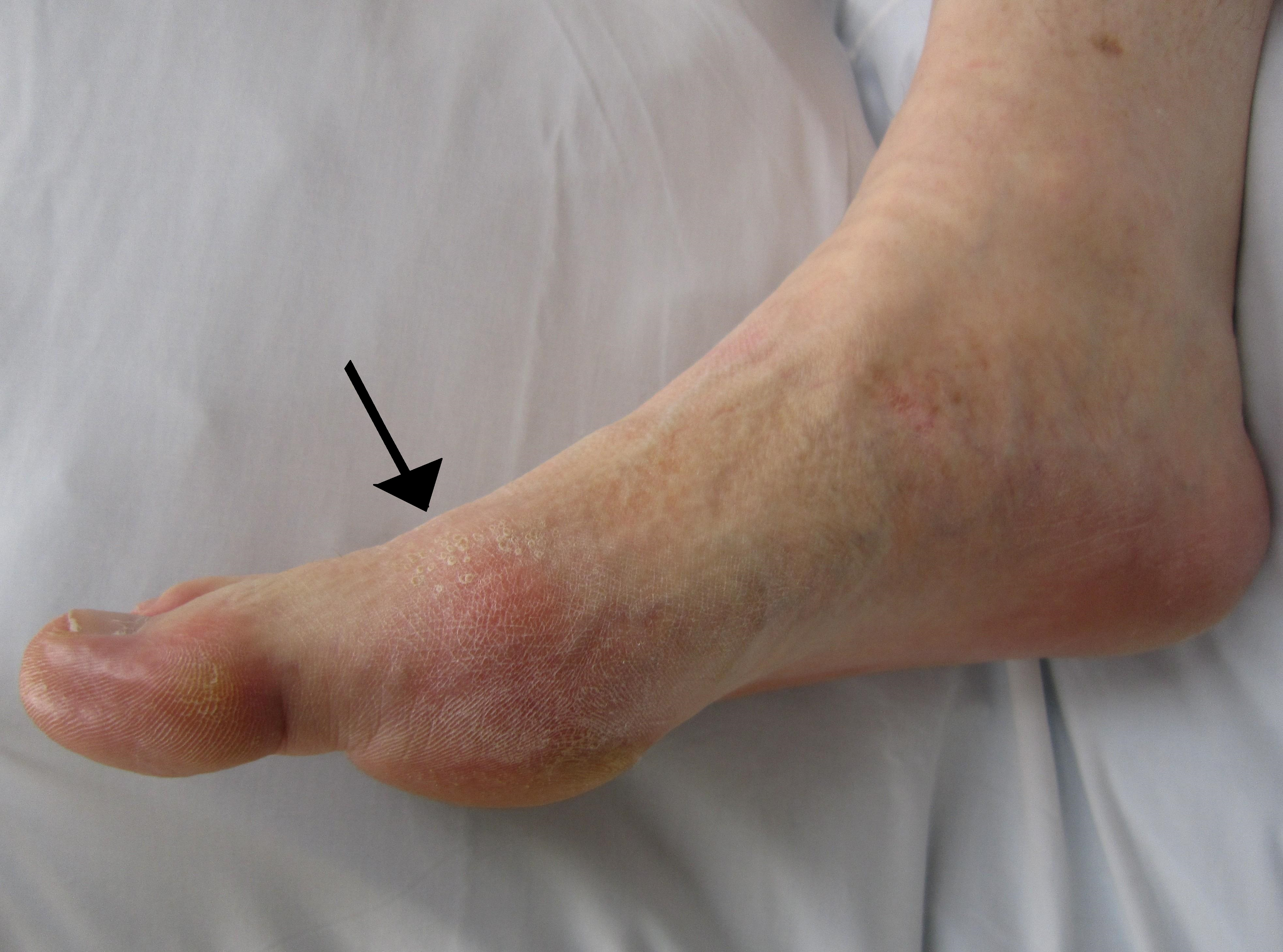
痛風により親指のMP関節にできた関節炎

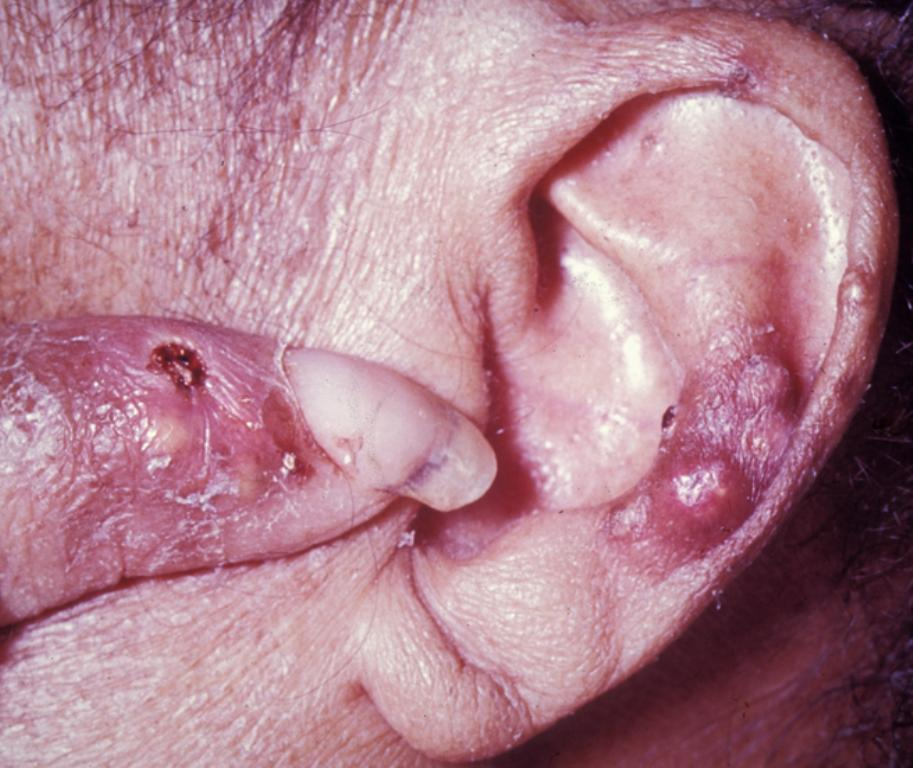
耳介にできた痛風結節

ヒトではURAT1と呼ばれる尿酸トランスポーターにより近位尿細管で多く（約80%）が尿中から回収される。ヒトの血液中では尿酸濃度は3.6から8.3mg/dLである。菜食主義者は尿酸値が低いという報告がある。血中の尿酸濃度が高くなる病気に高尿酸血症がある。尿酸は、水への溶解度が低いことから、低体温箇所で結晶化しやすくなり、これが痛風などにも関連する。痛風発作は尿酸ナトリウムの針状結晶によって引き起こされる。X線回折法により痛風患者より得られた針状結晶は尿酸水素ナトリウムの結晶であることが確認された。血液中の尿酸濃度はUAという略号で表されることが多い。
過剰な尿酸は、血管に炎症をもたらすことが近年の研究で判明しており、高尿酸血症は放置すべきではないとの論調が主流を占めつつある。またインスリン抵抗性やメタボリックシンドロームは血中尿酸値を上昇させ、悪影響を来すことも研究がすすみつつある。
活性酸素と尿酸は、互いを打ち消しあう作用を持ち、どちらかが多すぎても少なすぎても、酸化ストレスや炎症をきたすことが示唆されている。そのため、低尿酸血症も高尿酸血症も医療の介入が必要であると考えられている。
1日に体内で産生される尿酸は約700mgで、その約3分の1は食事由来である。尿酸の排泄の約3分の2は腎臓を経て尿に、約3分の1が腸管から排泄される。腎臓は尿酸の90%を再吸収し、約10%を尿に排泄する。
腸内のプリン体は腸内細菌に取り込まれDNA合成に利用され腸管内のプリン体が減少する可能性が指摘されている。ヒトにラクトバチルスガセリPA-3を含むヨーグルトを連日摂取させたところ血清尿酸値の低下が認められた。これは菌体がプリン体を取り込むことによるヒトの体内への吸収抑制によるものであることが推察された。
| 項目 | 被験者のタイプ | 下限値 | 上限値 | 単位   | 備考 |
| ---- | -------------- | ------ | ------ | ------ | ---- |
| 尿酸 |                | 0.18   | 0.48   | mmol/L |      |
| 尿酸 | 女性           | 2.0    | 7.0    | mg/dL  |      |
| 尿酸 | 男性           | 2.1    | 8.5    | mg/dL  |      |

### 抗酸化物質としての尿酸
ヒトにおいては、尿酸はビタミンCよりもはるかに強力な抗酸化作用を示す物質であり、ヒトの血液中の尿酸値は他の哺乳類より高い。ヒトの血中に最も高濃度で存在する抗酸化物質は尿酸であり、ヒト血清中の抗酸化物質全体の約半分を占める。ヒトにおいて尿酸が活性酸素により酸化されると非酵素的にアラントインに分解される。尿酸は、運動ストレス時の抗酸化物質として作用する報告がある。
尿酸が生体内での主要な抗酸化物質として機能し最大寿命に影響を与えるかどうかを調べるため、22種の霊長類及び17種の霊長類以外の哺乳類の最大寿命と尿酸の血清と脳内の濃度とを比較したところ、最大寿命と尿酸濃度に正の相関関係が認められた。ビタミンCであるアスコルビン酸についても同様の比較をしたところ最大寿命と濃度との関連は認められなかった。

## 尿酸塩の溶解度
| 化合物                   | 冷水   | 沸騰水 |
| ------------------------ | ------ | ------ |
| 尿酸                     | 15,000 | 2,000  |
| 尿酸水素アンモニウム     | —      | 1,600  |
| 尿酸水素リチウム         | 370    | 39     |
| 尿酸水素ナトリウム       | 1,175  | 124    |
| 尿酸水素カリウム         | 790    | 75     |
| 二尿酸二水素マグネシウム | 3,750  | 160    |
| 二尿酸二水素カルシウム   | 603    | 276    |
| 尿酸二ナトリウム         | 77     | —      |
| 尿酸二カリウム           | 44     | 35     |
| 尿酸カルシウム           | 1,500  | 1,440  |
| 尿酸ストロンチウム       | 4,300  | 1,790  |
| 尿酸バリウム             | 7,900  | 2,700  |

表に示されている数値は、示されている化合物の単位質量を溶解するのに必要な水の質量を示している。数値が低いほど、水に化合物が溶けやすくなる。表から計算できるように尿酸の冷水での溶解度は7mg/dLである。
飽和尿酸ナトリウム水溶液のpHに応じた結晶析出の実験では、血漿と同じpH7.4では尿酸ナトリウムの針状結晶が析出し、pH5.0では針状結晶が消失し尿酸ナトリウムと尿酸が半々の大型の板状結晶が析出した。pH5.0未満では純粋な尿酸の小型の板状結晶が析出した。尿酸ナトリウムの針状結晶の病原性が高いことから、尿酸ナトリウムの溶解度を考慮すると尿pHは6.5を大幅に超えないことが望ましいと指摘されている。尿中での尿酸の溶解度はpH5.5前後で最も高く、尿酸塩の形で溶解し50mg/dLを超える溶解度を示す。pHが低い場合には尿酸が結晶しやすく、pHが高い場合には尿酸ナトリウムが結晶しやすくなる。